# Al-Kusajr (Egipt)
Al-Kusajr (arab. القصير Al-Quşayr, gr. Leukos Limen) – miasto portowe liczące ponad 24 tys. mieszkańców, znajdujące się w Egipcie nad Morzem Czerwonym (Riwiera Morza Czerwonego). W starożytności miasto to miało większe znaczenie, było głównym czerwonomorskim portem starożytnego Egiptu, 8 km na północ miasta znajdował się starożytny port Myos Hormos. Istniały tu kopalnie złota, biegł stąd szlak do Koptos.
Obecnie w mieście znajduje się kilka kompleksów hotelowych z własnymi plażami, przy których znajdują się rafy koralowe. Na starówce stoi turecki fort i meczet z XIII w. W piątki odbywa się beduiński targ.